# عبد الأمير رحيمة العبود
عبد الأمير عبود رحيمة هو سياسي عراقي.

## السيرة
تم تعيينه وزير للزراعة في الحكومة التي عينها مجلس الحكم العراقي المؤقت في سبتمبر 2003.

## الحياة الشخصية
عبد الأمير مسلم شيعي وينحدر من مدينة البصرة وهو عضو في الحزب الوطني الديمقراطي.
ألف كتابا عن فترة شغله منصب الوزارة وعنوانه: «عندما كنت وزيرا: سيرة ومشاهدات عراقية».